# رودريغو إيفان كورتيس خيمينيز
رودريغو إيفان كورتيس خيمينيز (بالإسبانية: Rodrigo Iván Cortés Jiménez)‏ هو سياسي مكسيكي، ولد في 4 سبتمبر 1971 في ولاية مكسيكو في المكسيك. حزبياً، نشط في حزب العمل الوطني. وقد انتخب عضو مجلس النواب المكسيك.